# Seramstare
Seramstare (Basilornis corythaix) är en fågel i familjen starar inom ordningen tättingar.

## Utseende och läte
Seramstaren är en glansigt svart stare med en unik högrest tofs som alltid hålls rest. På bröstsidan och kinden syns vitaktiga teckningar och runt ögat ljus bar hud. Bland lätena hörs skräniga och skriande "weet", mjukare åtskilda pipiga toner, metalliska "pling" och ett "yee-ow".

## Utbredning och systematik
Fågeln lever i skogar på ön Seram i södra Moluckerna. Den behandlas som monotypisk, det vill säga att den inte delas in i några underarter.

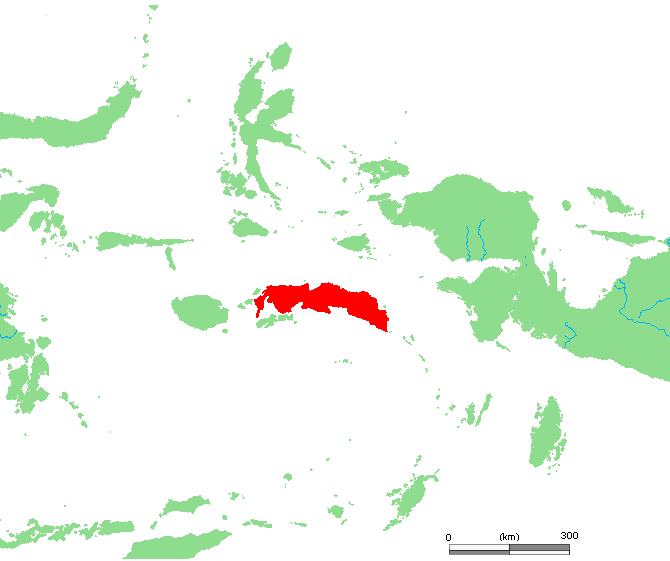
Fågeln förekommer endast på ön Seram i Moluckerna.

## Levnadssätt
Seramstaren hittas i skog och skogsområden i lågland och lägre bergstrakter. Den påträffas vanligen i par eller smågrupper som rör sig i trädkronorna.

## Status
Trots det begränsade utbredningsområdet och att den tros minska i antal anses beståndet vara livskraftigt av internationella naturvårdsunionen IUCN. 